# Georg Kaiser
Georg Kaiser (n. 25 noiembrie 1878, Magdeburg - d. 4 iunie 1945, Ascona, Elveția) a fost un scriitor și dramaturg expresionist german. În perioada dictaturii naziste a emigrat în Elveția (1938).
A scris o operă fecundă, de mare diversitate tematică și prestigioasă inventivitate a construcției dramatice.
A scris drame sociale, având ca obiect depersonalizarea individului sub presiunea civilizației tehnice.
A fost mai întâi expresionist, apoi realist-critic, de orientare antimilitaristă și antifascistă.
În operele sale, scrise de pe poziții umanist-burgheze, se reflectă contradicțiile Germaniei capitaliste.

## Scrieri
- 1913: Cetățenii din Calais ("Die Bürger von Calais")
- 1916: Din zori până în miezul nopții ("Von Morgens bis Mitternachts")
- 1918: Coralul ("Die Koralle")
- 1918/1920: Gaz ("Gas")
- 1934-1944: Amphitryon, Bellerophon, Pygmalion
- 1940: Ostașul Tanaka ("Der Soldat Tanaka")
- 1940-1943: Pluta Meduzei ("Das Floß der Medusa")
- 1948: Drame eline ("Griechische Dramen")
- E destul ("Es ist genug"), 1932
- Villa Aurea, roman, 1940.